# شاين أوستين
شاين أوستين (بالإنجليزية: Shane Austin)‏ هو لاعب كرة قدم أمريكية أمريكي، ولد في 14 يونيو 1989 في سانتا مونيكا في الولايات المتحدة.

## روابط خارجية
- شاين أوستين على موقع كلية كرة القدم في سبورتس رفرنس.كوم (الإنجليزية)